# 御幣島
御幣島（みてじま）は、大阪府大阪市西淀川区にある町名。現行行政地名は御幣島一丁目から御幣島六丁目。

## 地理
西淀川区の北東部に位置し、南東に歌島、南西に千舟、北に竹島と接している。

### 河川
- 神崎川

## 世帯数と人口
2019年（平成31年）3月31日現在の世帯数と人口は以下の通りである。
| 丁目         | 世帯数    | 人口     |
| ------------ | --------- | -------- |
| 御幣島一丁目 | 643世帯   | 1,503人  |
| 御幣島二丁目 | 1,143世帯 | 2,157人  |
| 御幣島三丁目 | 1,562世帯 | 3,918人  |
| 御幣島四丁目 | 654世帯   | 1,406人  |
| 御幣島五丁目 | 160世帯   | 313人    |
| 御幣島六丁目 | 1,351世帯 | 3,007人  |
| 計           | 5,513世帯 | 12,304人 |

### 人口の変遷
国勢調査による人口の推移。
| 1995年（平成7年）  | 8,441人  | [ 5 ] |  |
| 2000年（平成12年） | 9,361人  | [ 6 ] |  |
| 2005年（平成17年） | 11,738人 | [ 7 ] |  |
| 2010年（平成22年） | 12,589人 | [ 8 ] |  |
| 2015年（平成27年） | 12,367人 | [ 9 ] |  |

### 世帯数の変遷
国勢調査による世帯数の推移。
| 1995年（平成7年）  | 3,026世帯 | [ 5 ] |  |
| 2000年（平成12年） | 3,625世帯 | [ 6 ] |  |
| 2005年（平成17年） | 4,545世帯 | [ 7 ] |  |
| 2010年（平成22年） | 4,953世帯 | [ 8 ] |  |
| 2015年（平成27年） | 5,016世帯 | [ 9 ] |  |

## 事業所
2016年（平成28年）現在の経済センサス調査による事業所数と従業員数は以下の通りである。
| 丁目         | 事業所数  | 従業員数 |
| ------------ | --------- | -------- |
| 御幣島一丁目 | 92事業所  | 1,006人  |
| 御幣島二丁目 | 192事業所 | 2,407人  |
| 御幣島三丁目 | 66事業所  | 1,169人  |
| 御幣島四丁目 | 57事業所  | 527人    |
| 御幣島五丁目 | 81事業所  | 1,222人  |
| 御幣島六丁目 | 74事業所  | 892人    |
| 計           | 562事業所 | 7,223人  |

## 交通

### 鉄道
- 西日本旅客鉄道
  - JR東西線 御幣島駅

### 道路
- 国道2号
- 大阪府道10号大阪池田線（みてじま筋）

### バス
- 大阪シティバス
大阪市営バス時代には、御幣島に歌島橋バスターミナルを設け起終点となる路線もあったが、2014年にバスターミナルを閉鎖し、起終点となる路線もなくなった。
- 阪神バス
2023年1月現在は杭瀬（尼崎市）と野田阪神前（淀川区）を結ぶ路線が土休日1往復のみ運行する。

## 施設
公共施設
- 西淀川区役所
- 西淀川区民ホール
- 大阪市消防局 西淀川消防署

公園
- 歌島公園
- 御幣六公園
- さくら公園
- 御幣島東公園
- 御幣島公園 (住吉神社跡碑)

医療機関
- 大阪労働衛生センター第一病院

教育機関
- 大阪市立御幣島小学校
- 大阪市立香簑小学校

郵便局
- 西淀川歌島橋郵便局

金融機関
- りそな銀行 歌島橋支店

企業
- ハチ食品 本社
- スモカ歯磨 本社
- シノブフーズ 関西工場

商業施設
- ライフ 御幣島店
- コーナン 御幣島店
- スーパーマルハチ みてじま店